# Al-Wakrah

O município em destaque.

Al-Wakrah (árabe: الوكرة) é uma cidade de Qatar. Segundo dados de 2004, possui uma população de 31 021 habitantes, espalhados em uma área de 40 km². Em 2004 incorporou parte do município de Jariyan al Batnah e todo o município de Mesaieed. .